# Trakai
Trakai is een historische stad in het zuidoosten van Litouwen, ongeveer 40 kilometer ten westen van de hoofdstad Vilnius.
De stad ligt midden in een uiterst waterrijk gebied (het Nationaal Park Trakai (Litouws: Trakų istorinis nacionalinis parkas)) en wordt omgeven door de meren van Lukos (Bernardinų), Totoriškių, Galvės, Akmenos en Gilušio. Er is een aantal relevante architectonische, culturele en historische objecten binnen de stadsgrenzen en het gebied geldt als een van de grootste toeristische attracties van Litouwen.

## Bezienswaardigheden
Het kasteel van Trakai is een van de bekendste toeristische bezienswaardigheden van Litouwen.
Het is gelegen op een eiland in het Galvė-meer. Het bouwwerk stamt uit de veertiende eeuw en is in een aantal fases uitgebreid.
In de vijftiende eeuw verloor het kasteel zijn militaire belang, en kreeg een bestemming als woonresidentie en later als gevangenis. Geleidelijk raakte het in verval. In de twintigste eeuw is  het kasteel weer in fases hersteld in een vijftiende-eeuwse stijl.

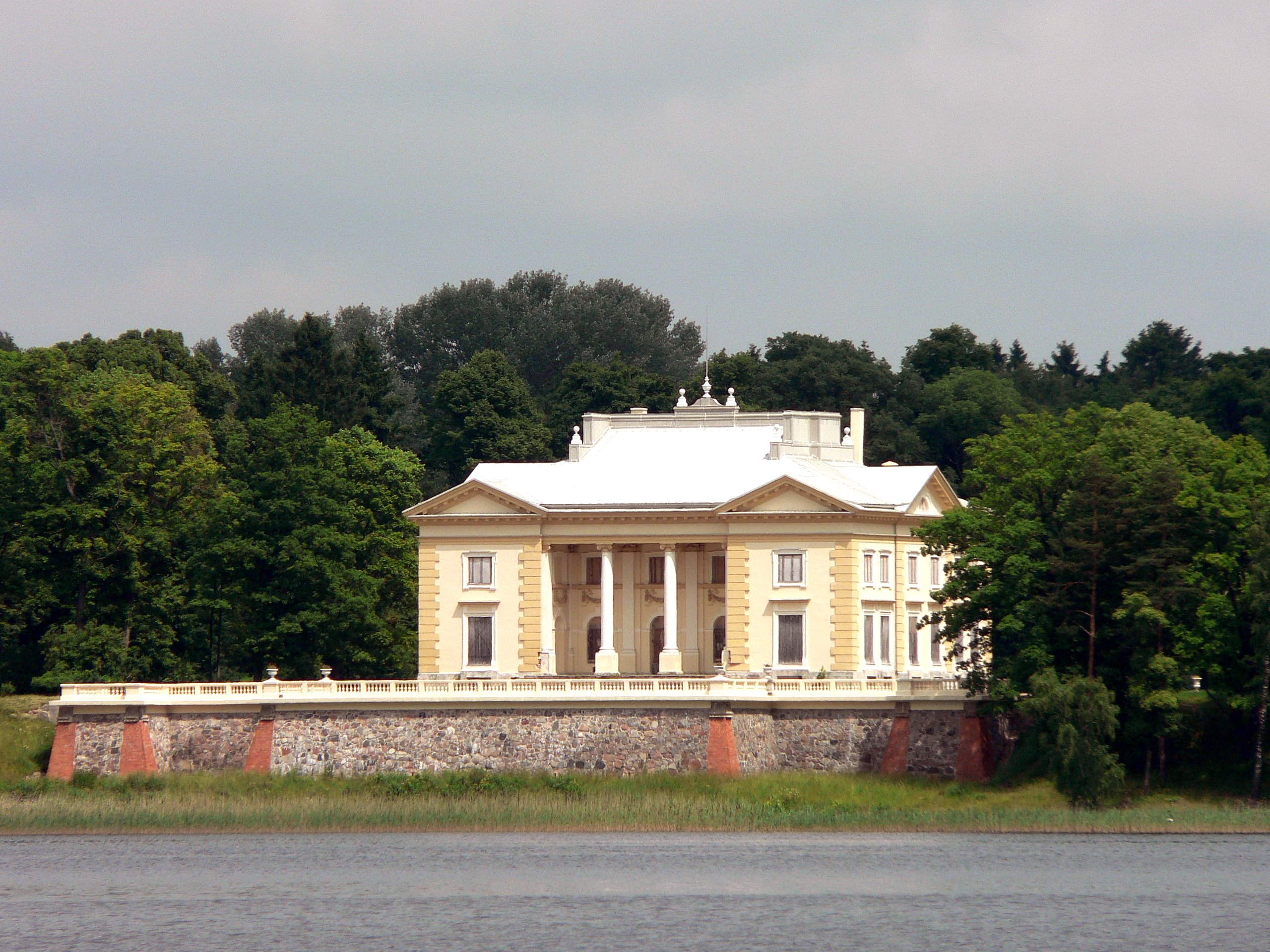
Het kasteel van Tyszkiewicz op een eiland in het meer van Galvė

Aukštaitija · 
Dzūkija ·  
Kuršių Nerija (Koerse Schoorwal) · 
Trakai · 
Žemaitija